# كليربوث لوس
ولدت كليربوث لوس في 10 مارس من عام 1903 وكانت أول امرأة أميركية تشغل وظيفة السفراء الكبرى في الخارج. وكانت زوجة هنري لوس، ناشر الوقت، والحياة، وفورتشن.

## حياتها
كليربوث كاتبة مسرحية وقصصية وصحفية وسياسية ودبلوماسية، وفي هذا تقول عن نفسها:{انني امراة تحاول ان تعمل في حقول شتى لأنني اميل بطبعي إلى معرفة الكثير} وتعزو تنوع المهن التي تعرفها إلى انها نشأت في حالة مالية طيبة، فهي بدأت حياتها العملية كمحررة في مجلة (فانيتي فير) في الفترة من 1932-1935 ثم إلى كتابة المسرحيات والقصص فألفت (ذوي القمصان المشاة) و (النساء) و (دع الأولاد) و (حدود الخطأ).
تعشقت كليربوث الصحافة فعاونت زوجها مدير مؤسسة (لايف وتايم)، وعملت مراسلة فيما وراء البحار والقت المحاضرات في عامي 1940 و1941 ، انتخبت كليربوث عضوا في الكونجروس في عام 1942 ومكثت به حتى 1946، وكانت من اوائل من اعترض في الكونجروس على السماح للطائرات فيما بعد الحرب بأن تغشى أجواء أمريكا. وحثت كليربوث في الكونجروس أيضا في اوائل 1943 على عقد تحالف عسكري مع كل من بريطانيا وفرنسا وتبنت الدعوة إلى تقديم المعونة الكاملة لأوربا بعد الحرب.
تهوى كليربوث التصوير وهي تتقنه إلى حد بعيد وهي وان كانت لاتمارس الموسيقى فقد عوضت هذا النقص فيها بعضويتها في جمعية (نيويورك فيلها رمونيك) كما عوضت عدم هوايتها للفن بقيامها بادارة متحف الفن الحديث لكنها لاتمارس فعلا هذه الوظائف فقد وهبت نفسها كلية لحياة الدبلوماسية.
ومع كل هذه الأمجاد التي حققتها كليربوث لايبدو عليها التطلع والطموح في الميدان الذي احرزت فيه نجاحا منقطع النظير فانها لاتلبث ان تنفجر ضاحكة عندما يسألها البعض عن امالها في وزارة الخارجية الأمريكية وتبادر السائل بقولها: {ليست لدي الموؤهلات}
 .

## زواجها من هنري لوس
كان الزواج بين كلير وهنري سعيدا. وكان هنري لوس رجل ناجح للغاية، ولكن كان له من الاحراج البدني، وعدم الفكاهة، وعدم الراحة مع المذيع اثناء أي محادثة التي لم تكن واقعية بدقة ما ووضعه في رهبة من زوجته الجميلة والاجتماعية التي تتميز بالاتزان، والذكاء، والخيال الخصب. ظلت كلير مسؤولة اثنتا عشرة سنة عن إدارة تحرير مجلة «فانيتي فير» مما ادى إلى زيادة اهتمامها في الصحافة (وقد اقترحت لزوجها فكرة مجلة «الحياة» قبل تطويرها داخليا). اما هنري لوس فكان هو نفسه من بادر في تشجيعها لكتابة مجلة «الحياة». في السنوات الأولى من ترملها، تقاعدت كلير بوث لوس للمنزل على الشاطئ الفاخر الذي هي وزوجها كانا قد خططا له في هونولولو. ولكن الملل مع الحياة في ما وصفته ب (هذا شبق مبطنة الفراء) اعادتها للوراء إلى واشنطن، لفترات طويلة على نحو متزايد، وقالت انها قدمت منزلها النهائي هناك في عام 1983.

## وفاتها
توفيت كليربوث من سرطان الدماغ في 9 أكتوبر عام 1987، في سن ال 84، في واشنطن، وقد تم دفنها في دير Mepkin في ساوث كارولينا في مزرعة التي كانت قد امتلكتها هي وهنري. ويقع قبرها بجوار قبر والدتها وابنتها ووزوجها.

## روابط خارجية
- كليربوث لوس على موقع IMDb (الإنجليزية)
- كليربوث لوس على موقع الموسوعة البريطانية (الإنجليزية)
- كليربوث لوس على موقع مونزينجر (الألمانية)
- كليربوث لوس على موقع ألو سيني (الفرنسية)
- كليربوث لوس على موقع أول موفي (الإنجليزية)
- كليربوث لوس على موقع قاعدة بيانات برودواي على الإنترنت (الإنجليزية)
- كليربوث لوس على موقع قاعدة بيانات برودواي على الإنترنت (الإنجليزية)
- كليربوث لوس على موقع قاعدة بيانات برودواي على الإنترنت (الإنجليزية)
- كليربوث لوس على موقع قاعدة بيانات الأفلام السويدية (السويدية)
- كليربوث لوس على موقع إن إن دي بي (الإنجليزية)